# Сіньонсен

35°37′24″ пн. ш. 134°26′57″ сх. д. / 35.62333° пн. ш. 134.44917° сх. д.
Сіньонсен (яп. 新温泉町) — містечко в Японії, в повіті Міката префектури Хьоґо.